# 連平県
連平県（れんへいけん）は中華人民共和国広東省河源市に位置する県。

## 行政区画
下部に13鎮を管轄する
- 元善鎮、上坪鎮、内莞鎮、陂頭鎮、渓山鎮、隆街鎮、田源鎮、油渓鎮、忠信鎮、高莞鎮、大湖鎮、三角鎮、繍緞鎮

## 交通

### 道路
- 高速道路
  -  大広高速道路
  -  汕昆高速道路
  -  武深高速道路（中国語版）
  -  竜河高速道路（中国語版）
- 国道
  - G105国道（中国語版）
  - G358国道（中国語版）